# لی دونگهوی
لی دونگهوی (انگلیسی: Lei Donghui؛ زادهٔ ۵ مهٔ ۱۹۸۴) بازیکن سافت‌بال زن اهل چین بود. در بازی‌های المپیک تابستانی ۲۰۰۴ شرکت کرده‌است.